# CJ ENM娛樂事業部門
CJ ENM娛樂事業部門（韓語：씨제이이엔엠 엔터테인먼트 부문），旧称CJ E&M，前身是一家韓國綜合娛樂公司，由CJ集團創立於2011年，2018年與CJ O Shopping合併後成為CJ ENM旗下負責娛樂及媒體業務的事業部門。

## 母公司
CJ ENM（韓語：씨제이이엔엠），是一家韓國娛樂商務綜合公司。
旗下部門
- CJ ENM娛樂部門
- CJ ENM商務部門

## 历史
2010年9月15日，CJ O Shopping的媒體業務部門進行人員調整後成立O Media控股有限公司（O Media Holdings Corporation）；同年10月15日在韓國證券交易所KOSDAQ上市。2011年1月20日变更交易公司名称為CJ E&M股份有限公司（韓語：씨제이이앤엠 주식회사）。
2011年3月1日，收購合併CJ集团旗下五家媒體公司CJ Media、On-Media、Mnet媒體、CJ Entertainment、CJ Internet后成立CJ E&M股份有限公司（英語：CJ Entertainment & Media），设立电视节目、游戏、电影及音乐／演出／在线等4个事业部门综合经营娱乐媒体业务。
2018年，CJ E&M在新加坡設立辦事處，以推進公司在该地區的配銷通路和廣告銷售支援。
2018年，CJ E&M宣布被CJ O Shopping吸收合併，並成為CJ ENM旗下娛樂部門。

## 事业领域

### TV Show

##### 广播频道
| 電視頻道   | 電視頻道   | 電視頻道     |
| ---------- | ---------- | ------------ |
| tvN        | Mnet       | OCN          |
| tvN STORY  | tvN SHOW   | tvN DRAMA    |
| tvN SPORTS | OCN Movies | OCN Movies 2 |
| Catch On 1 | Catch On 2 | Tooniverse   |
| 中華TV     | UXN        | tvN Asia     |
| tvN Movies | tvN Thai   | tvN Taiwan   |
| tvN Africa |            |              |

#### 制作公司
- Studio Dragon Corporation[5]
  - 文化倉庫
  - GT:st
  - Gill Pictures
  - Hwa&Dam Pictures（英语：Hwa&Dam Pictures）
  - KPJ Corporation
  - Studio Dragon Japan（日本，與LINE、CJ ENM共同所有)）
  - Mega Monster（英语：Mega Monster）（Kakao娛樂子公司，Studio Dragon持股5.86%）[6]
  - Merrycow Creative（Studio Dragon持股19%）[7]
  - Next Scene（Studio Dragon持股19.98%）
- CJ ENM Studios
  - Blaad Studio
  - Bon Factory Worldwide[8]
  - Egg Is Coming
- JS Pictures（英语：JS Pictures）（CJ ENM持股70%）
- A Story（英语：A Story）（CJ ENM持股10.46）[9]
- Studio Take One[10]
- Fifth Season（前Endeavor Content，奋进公司持有少數股份）[11]

### Film
- CJ Entertainment
  - Cinema Service（英语：Cinema Service）
  - DEXTER STUDIOS（CJ ENM持股5%）[12]
  - Filament Pictures
- 天空之舞传媒（美国）[13]
- CJ ENM Studios
  - JK Film[14]
  - M Makers
  - Moho Film
  - Yong Film
- Studio Dragon
  - Movie Rock（Studio Drago持股20%）[15]
- True CJ Creations：與泰國真实公司的合資企業，主要製作Studio Dragon節目的泰國改編版本。

### Music

#### Mnet
策划、制作音乐节目通过旗下频道Mnet播出。

#### Live Entertainment
策划、制作及推广K-POP演唱会、大型活动及演唱会。
- MAMA大獎
- KCON
- Mwave

#### Artist & Label Business
艺人经纪管理
- WAKEONE（持股100%）
- H1ghr music（持股100%）
- AOMG（持股75.5%）
- LAPONE娛樂（持股70%，與吉本興業合資）
- Amoeba Culture（持股60%）

音樂發行
- Stone Music Entertainment
- Genie Music（持股15.35%）

### Digital Business
通过OTT平台、Digital Studio品牌及MCN提供各种类型的线上内容。
OTT平台
- TVING

Digital Studio
CJ ENM旗下拥有300余个Digital频道，通过节目、电影、儿童、音乐等多样类别专业化的Digital Studio制作创新的网络电视剧、网络电影、品牌内容等。
- CJ ENM Digital Studio[16]
  - The Bob Studio
  - Sapiens Studio
  - Studio Waffle

MCN
旗下拥有最早在韩国开始MCN事业的DIA TV。

### Performing Arts
策划、投资及制作音乐剧和舞台剧作品。

#### 音乐剧制作
| 年份   | 剧名                 | 主演阵容 |
| ------ | -------------------- | --- |
| 2006年 | - 《寻找金钟旭》     | 吳娜拉、全镇吾、吳萬石、嚴基俊 |
| 2007年 | - 《寻找金钟旭》     | 申成祿、全镇吾、金宰范、元基俊、吳娜拉、安宥珍、金智贤、元钟焕、罗俊                                                                               |
| 2007年 | - 《寻找金钟旭》     | 朴东河、金武烈、金宰范、成泰俊、郑民、申成祿、李律、姜弼锡、高世元、吳娜拉、安宥珍、郭善英、金智贤、金智友、金南浩、鄭尚勳、朴正杓、陳善圭、任基鸿 |
| 2009年 | 《百老匯第42街》     | 朴相元、金范来、林慧英、玉珠鉉、朴海美、李少宥、朴东河                                                                                             |
| 2009年 | - 《寻找金钟旭》     | 吳娜拉、田美都、郭善英、李智淑、林江熙、朴东河、金泰韩、赵晟润、姜弼锡、郑民、尹賢旻、金钟九、崔代勳、元钟焕、崔浩仲、丁文晟                       |
| 2010年 | 《百老匯第42街》     | 朴相元、金范来、朴海美、李少宥、Bada、方珍以、郑明恩、朴东河                                                                                       |
| 2010年 | - 《少年维特的烦恼》 | 朴建炯、宋昶儀、李尚玄、闵永基、林慧英、崔妍宇、李俊赫、尹智仁                                                                                     |
| 2010年 | - 《寻找金钟旭》     | 李昌勇、赵晟润、方珍以、郑云善、任基鸿、金东贤 |
| 2011年 | - 《寻找金钟旭》     | 金宰范、成泰俊、尹鹤、郭善英、崔妍宇、崔成元、崔英武                                                                                               |
| 2012年 | - 《少年维特的烦恼》 | 金多炫、金宰范、全东奭、成泰俊、金雅善、金智友、洪京秀、李尚玄、徐珠熙、延宝罗、池贤俊、吴承俊                                                     |
| 2012年 | - 《寻找金钟旭》     | 郑东华、尹賢旻、林江熙、任基鸿、崔英武 |
| 2012年 | - 《寻找金钟旭》     | 宋元根、申成民、宋美英、崔秀珍、元钟焕、崔英武 |
| 2013年 | 《百老匯第42街》     | 朴相元、南庆周、朴海美、洪智敏、金英珠、郑丹英、全艺智、全宰弘、李忠主                                                                             |
| 2013年 | 《红花侠》韩语版     | 朴建炯、朴珖賢、韩志翔、金善英、Bada、杨俊模、Enoch、崔钟善、鄭載成、李钟文                                                                        |
| 2013年 | - 《维特》           | 任兌卿、嚴基俊、田美都、李智慧、李尚玄、杨俊模、崔娜莱、崔成元、李承宰、金在恩                                                                     |
| 2013年 | - 《寻找金钟旭》     | 林江成、张佑洙、朱镇河、吴尚恩、李荷娜、韩秀妍 |
| 2014年 | 《百老匯第42街》     | 南庆周、金英浩、朴海美、洪智敏、崔宇里、全艺智、全宰弘、李忠主                                                                                     |
| 2014年 | 《長靴妖姬》         | 金武烈、智鉉寓、尹少浩、吳萬石、姜泓錫、郑善雅、崔侑河、高昌錫、申在贤、李艺恩、陳俊翔、崔民英                                                     |
| 2014年 | - 《寻找金钟旭》     | 朴英秀、闵宇赫、朴兰珠、洪智熙、刘丽雅、李东宰、金民建、朴世昱                                                                                     |
| 2015年 | - 《维特》           | 嚴基俊、曹承佑、圭賢、田美都、李智慧、李尚玄、文钟元、崔娜莱、姜成旭、金聖喆、宋娜英                                                               |
| 2015年 | - 《寻找金钟旭》     | 尹锡贤、刘丽雅、金成贤 |
| 2016年 | 《百老匯第42街》     | 宋一國、李鐘赫、金宣敬、崔正媛、林慧英、Enoch |
| 2016年 | 《長靴妖姬》         | 李志勳、金浩英、郑成华、姜泓錫、金智友、高昌錫、申在贤、申艺静                                                                                     |
| 2016年 | - 《寻找金钟旭》     | 金道贤、高恩英 |
| 2016年 | 《保鑣》             | 郑善雅、Yangpa、孫勝妍、李鐘赫、朴誠雄、崔贤善、李律、金大凌、任基鸿                                                                               |
| 2017年 | 《百老匯第42街》     | 金錫勛、李鐘赫、崔正媛、裴海善、全秀景、金京善、吴素妍、全艺智、Enoch、全宰弘                                                                      |
| 2017年 | 《大鼻子情圣》       | 柳廷翰、洪光鎬、金烔完、崔贤珠、上美Lina、林炳根、徐坰秀、李昌勇、朱钟赫、任基鸿、洪佑镇、金代钟                                                   |
| 2017年 | 《光化門戀歌》       | 安在旭、李建明、李庆俊、郑成华、車智妍、许道英、金聖圭、朴江贤、李妍景、林江熙、Linzy                                                              |
| 2018年 | 《百老匯第42街》     | 金錫勛、李鐘赫、金宣敬、李京美、裴海善、吴素妍、郑丹英、郑民、金東浩、宋永彰、任基鸿                                                               |
| 2018年 | 《長靴妖姬》         | 金浩英、李碩薰、朴江贤、郑成华、崔载林、金智友、高昌錫、申在贤、高恩英                                                                             |
| 2018年 | 《光化門戀歌》       | 安在旭、李建明、姜弼锡、具媛英、金浩英、李碩薰、鄭旭珍、尹恩吾、李恩律、林江熙、Linzy、李春素丽                                                    |
| 2019年 | 《大智若魚》         | 南庆周、朴浩山、孙俊浩、具媛英、金智友、李昌勇、金聖喆、金焕熙、珠雅、黄伊建                                                                       |
| 2019年 | 《大鼻子情圣》       | 柳廷翰、崔载雄、李奎炯、赵亨圭、朴知研、罗荷娜、宋元根、金勇汉、陆显旭、崔浩仲                                                                     |
| 2019年 | 《保鑣》             | 金善英、朴杞濚、孫勝妍、海娜、李東健、姜景晙、崔贤善、李律、金大凌、崔浩仲                                                                         |
| 2020年 | 《百老匯第42街》     | 宋一國、李鐘赫、杨俊模、崔正媛、鄭英珠、裴海善、吴素妍、金焕熙、郑民、徐坰秀、全秀景、洪智敏、任基鸿、林河龍                                       |
| 2020年 | 《長靴妖姬》         | 李碩薰、金聖圭、朴殷太、崔载林、姜泓錫、金智友、金焕熙、高昌錫、申在贤、高恩英                                                                     |
| 2020年 | - 《也許是幸福結局》 | 丁文晟、全晟佑、梁熙准、田美都、姜慧仁、韩在雅、成钟完、李善根                                                                                     |
| 2020年 | - 《维特》           | 嚴基俊、Kai、柳演錫、圭賢、罗贤宇、金叡園、李智慧、李尚玄、朴恩硕、金贤淑、崔娜莱、宋宥卓、林俊赫                                                  |
| 2021年 | - 《也許是幸福結局》 | 申成民、林俊赫、鄭旭珍、洪智熙、海娜、韩在雅、成钟完、李善根                                                                                       |
| 2021年 | 《陰間大法師》韩语版 | 劉俊相、郑成华、洪娜贤、张敏在、金智友、刘丽雅、李律、李昌勇、金勇洙、申荣淑、全秀美                                                               |
| 2021年 | 《光化門戀歌》       | 尹度玹、嚴基俊、姜弼锡、車智妍、金浩英、金聖圭、全惠善、Lisa、文真雅、宋文善、洪西瑛                                                               |
| 2021年 | 《紅磨坊》           | |
| 2021年 | 《MJ the Musical》   | |
| 2021年 | 《回到未來》         | |
| 2022年 | 《長靴妖姬》         | 金浩英、李碩薰、金聖圭、申宰范、崔载林、姜泓錫、徐坰秀、金智友、金焕熙、罗荷娜、高昌錫、申在贤、全载贤                                             |
| 2022年 | 《百老匯第42街》     | 宋一國、李鐘赫、鄭英珠、裴海善、申荣淑、全秀景、洪智敏、吴素妍、刘乐媛、金東浩、李周顺                                                             |
| 2022年 | 《紅磨坊》韩语版     | 洪光鎬、李忠主、IVY、金智友、金勇洙、李正烈、孙俊浩、李昌勇、崔浩仲、郑元英                                                                        |

### Animation
企划、投资、制作、发行及推广韩国动画。
- Tooniverse
- Studio Bazooka
- Contents Business
  - 版权及周边商品制作、销售
  - 相关电影、演出、展览的企划和制作
  - 手机游戏的开发

### Ad Sales
提供营销咨询、节目／数字广告制作、活动执行及效果分析等全方位的广告营销解决方案。

## 過往部門
- CJ E&M Game Division：游戏出版商和开发商，2014年分拆为独立公司CJ Netmarble。[17]